# 张宽街道
张宽街道，是中华人民共和国河北省邢台市信都区下辖的一个乡镇级行政单位。

## 行政区划
张宽街道下辖以下地区：
张宽社区、悟思社区、东由留社区、西由留社区、卧龙庄社区、电厂社区、邢台矿社区和龙岗社区。